# كأس الاتحاد الإنجليزي 1920–21
كأس الاتحاد الإنجليزي 1920–21 (بالإنجليزية: 1920–21 FA Cup)‏ هو الموسم 46 من  كأس الاتحاد الإنجليزي. أقيم خلال الفترة 11 سبتمبر 1920 وحتى 23 أبريل 1921، والذي يشرف على تنظيمه الاتحاد الإنجليزي لكرة القدم، وكان عدد الأندية المشاركة فيه  64، وفاز فيه توتنهام هوتسبير.